# IKSU

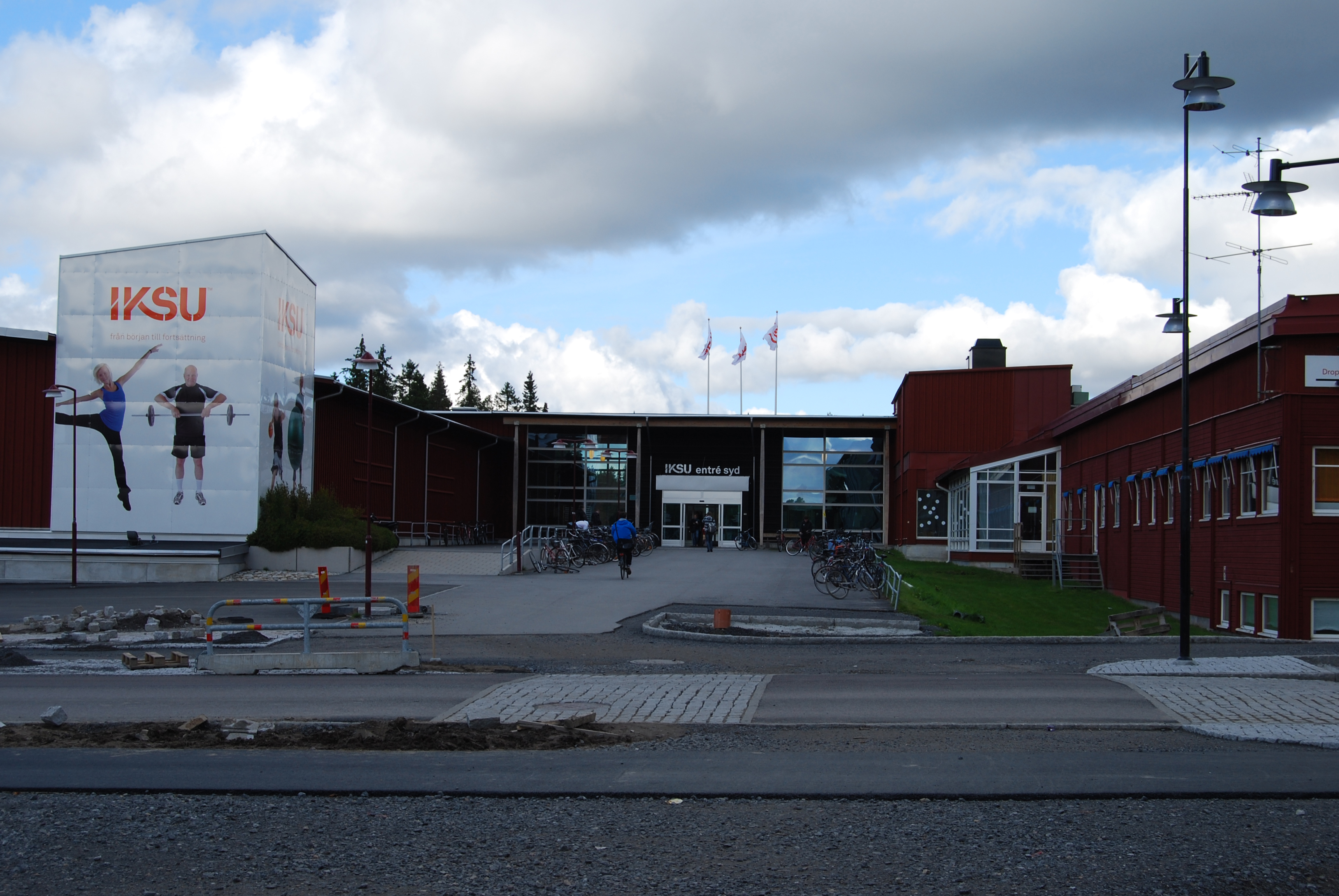

IKSU (швед. Idrottsklubben Studenterna i Umeå, укр. Спортивний клуб студентів в Умео) — спортивний клуб і некомерційна організація в Умео. Вона складається з двох заходів, IKSU спорт на території кампуса університету Умео і IKSU spa в Умедалені. Вона налічує близько 18 тисяч членів.

## Історія
Організація була створена 5 травня 1959 під назвою Umeå Studenters Idrottsförening (USIF). У 1960 році вона отримала свою нинішню назву Idrottsklubben Studenterna i Umeå (IKSU). У той час IKSU мала свої приміщення в Олідхемі. Її перша крита арена була відкрита в 1983 році в університетському містечку університету Умео, де IKSU спорт перебуває сьогодні. З тих пір вона була розширена у кілька разів. IKSU spa був відкритий в Умедалені в 2003 році.
Brännbollscupen — щорічний конкурс в Бренбалі, організований IKSU. Перша гра відбулася в 1974 році, а з 1997 року конкурс має статус Кубка світу.
У 2009 році виручка склала близько 87 мільйонів шведських крон. У IKSU було близько 70 співробітників, 130 лідерів і 18300 активних членів.

## Заходи

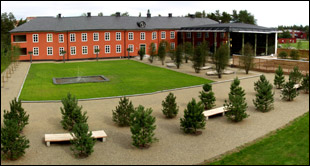
IKSU spa в Умедалені

### IKSU спорт
IKSU спорт, раніше відомий як IKSU Sportcenter, знаходиться на території кампуса університету Умео. Це найбільший спортивний об'єкт в Скандинавії. Його адреса Petrus Laestadiusväg п'ятнадцять. Об'єкт в даний час більше 15 000 квадратних метрів.

### IKSU спа
IKSU Спа розташований в Умедалені. Його адреса J.A Lindersväg 53.